# Higeki no Genkyou to Naru Saikyou Gedou Last Boss Joou wa Tami no Tame ni Tsukushimasu
Higeki no Genkyō to naru Saikyō Gedō Last Boss Joō wa Min no tame ni Tsukushimasu (Nhật: 悲劇の元凶となる最強外道ラスボス女王は民の為に尽くします。) là một sê-ri light novel Nhật Bản được viết bởi Tenichi. Bộ truyện bắt đầu được đăng trên trang web Shōsetsuka ni Narō vào tháng 4 năm 2018, trước khi được xuất bản dưới dạng bản in với hình minh họa của Suzunosuke bởi Ichijinsha từ tháng 6 năm 2019. Bản chuyển thể manga, được minh họa bởi Matsuura Bunko, được đăng nhiều kỳ trên trang web Zero-Sum Online từ tháng 3 năm 2020 đến tháng 3 năm 2022. Một bộ phim truyền hình anime chuyển thể bởi OLM được công chiếu vào tháng 7 năm 2023.

## Cốt truyện
Đệ Nhất Công chúa Pride, đã nhớ lại kí ức tiền kiếp và nhận thức rằng cô đã được tái sinh trong thế giới của một otome game. Theo như mạch truyện của trò chơi diễn ra, trong thời gian mười năm, cô sẽ trở thành trùm cuối dị giáo tàn độc nhất gây ra bi kịch. Tại Vương quốc Freesia, một đất nước nơi những người có năng lực đặc biệt được sinh ra, Pride, bằng cách thức tỉnh năng lực tiên tri đã trở thành nữ vương kế nhiệm lúc 8 tuổi. Để tránh khỏi thảm kịch, Pride quyết định sử dụng kí ức còn sót lại của cô ấy về tựa game để cứu cũng như bảo vệ những người bị cô lạm dụng.

## Nhân vật

### Nhân vật chính
Pride Royal Ivy (プライド・ロイヤル・アイビー Puraido Roiyaru Aibī)
Lồng tiếng bởi: Fairouz Ai
Đệ Nhất Công chúa của Vương Quốc Freesia. Là nhân vật chính của bộ truyện. Ở kiếp trước, cô là một học sinh trung học và đã thiệt mạng trong một tai nạn khi cô 18 tuổi. Trước khi nhớ lại kiếp trước, Pride ban đầu là một người phụ nữ ích kỷ, nhẫn tâm ngược đãi mọi người. Vào lúc 8 tuổi, cô nhớ lại kí ức kiếp trước và nhận ra cô tái sinh thành trùm cuối của tựa game "Kimi to Isshin no Hikari wo" (viết tắt: Kimihika). Để ngăn chặn thảm kịch cô quyết định biến những kí ức về trò chơi thành năng lực tiên tri của bản bản thân để cứu những người từng bị cô lạm dụng. Do là trùm cuối của game, cô sở hữu khả năng chiến đấu và bộ não có thể nói là gian lận. Tuy nhiên, nó không phải là bất khả chiến bại, vì sức mạnh thể chất khá yếu, nên nếu bị áp chế thì cũng chẳng làm được gì.
Stale Royal Ivy (ステイル・ロイヤル・アイビー Suteiru Roiyaru Aibī)
Lồng tiếng bởi: Uchida Maaya
Đệ Nhất Vương tử của Vương quốc Freesia, một trong những đối tượng chinh phục trong Kimihika, là em trai nuôi và trợ lý của Pride. Dù xuất thân là thường dân nhưng có được năng lực dịch chuyển tức thời, vì vậy cậu bị tách khỏi mẹ ruột và được đưa vào Hoàng tộc nhằm hỗ trợ nữ vương kế nhiệm. Pride ban đầu đã lợi dụng việc cậu không biết chữ, đã đặt cậu vào một khế ước nô lệ buộc cậu phải tuân theo và trở thành con rối của cô ta. Hiện tại, Pride đã đối xử với anh ta với sự quan tâm, đặc biệt là cho phép anh ta gửi thư tới mẹ ruột của mình, nhờ đó nhận được lòng trung thành và sự kính trọng từ cậu.
Tiara Royal Ivy (ティアラ・ロイヤル・アイビ・ロイヤル・アイビー Tiara Roiyaru Aibī)
Lồng tiếng bởi: Tomatsu Haruka
Đệ Nhị Công chúa của Vương quốc Freesia, là em gái ruột của Pride và cũng là nữ chính trong Kimihika. Vì khi sinh ra có thể chất yếu ớt nên sự tồn tại của cô được giữ bí mật tới năm 6 tuổi nhằm tránh nguy cơ bị ám sát hoặc bắt cóc. Trong mạch truyện của trò chơi, câu chuyện bắt đầu vào sinh nhật lần thứ 16 của Tiara, và kịch bản cơ bản là đánh bại Nữ vương kiêu hãnh độc ác cùng các đối tượng chinh phục và đi đến một kết thúc có hậu. Trong tác phẩm, thay vì bị giam giữ, Pride đối xử với cô như chị em ruột thịt.
Arthur Beresford (アーサー・ベレスフォード Āsā Beresufōdo)
Lồng tiếng bởi: Enoki Junya
Một trong những đối tượng chinh phục trong Kimihika, là con trai của Roderick Beresford–Hiệp sĩ đoàn trưởng, người sở hữu sức mạnh cải thiện sức sống của thực vật. Trong mạch truyện ban đầu của game, anh ấy chứng kiến cảnh cha mình bất ngờ bị phục kích và thiệt mạng trong trận chiến trong khi Pride chế nhạo những người lính đã ngã xuống, khiến anh ấy thề sẽ báo thù cô ấy đến mức không cho phép Tiara ban đầu đến gần anh ấy do mối quan hệ của cô ấy với Pride. Pride hiện tại đã sử dụng kỹ năng của bản thân để tự mình tham gia trận chiến, cứu mạng Hiệp sĩ đoàn trưởng và có được lòng trung thành của Arthur.
Gilbert Butler (ジルベール・バトラー Jirubēru Batorā)
Lồng tiếng bởi: Yusa Kōji
Thủ tướng của Vương quốc Freesia, là đối tượng chinh phục ẩn. Anh ta là một con người bất tử với năng lực đặc biệt là thao túng tuổi tác. Anh ấy cũng là một người chăm chỉ vươn lên từ tầng lớp thấp kém nhờ nỗ lực không ngừng vì người phụ nữ anh ấy yêu và đã thăng tiến từ tầng lớp thấp kém lên tể tướng. Ngoài năng lực đặc biệt, anh cũng có tài năng võ thuật xuất sắc.
Val (ヴァル Varu)
Lồng tiếng bởi: Suwabe Junichi
Là một cựu tội phạm, sau khi bị bắt, Pride đã lập khế ước nô lệ với anh ta và sau đó trả tự do.

### Vương quốc Freesia
Rosa Royal Ivy (ローザ・ロイヤル・アイビー Rōza Roiyaru Aibī)
Lồng tiếng bởi: Inoue Kikuko
Nữ vương đương nhiệm của vương quốc, là mẹ của Pride và Tiara. Sau khi sử dụng năng lực tiên tri và thấy rằng Pride trở thành một người độc ác, Rosa quyết định che giấu sự tồn tại của Tiara.
Albert Royal Ivy (アルバート・ロイヤル・アイビー Arubāto Roiyaru Aibī)
Lồng tiếng bởi: Morikawa Toshiyuki
Vương tế đương nhiệm của vương quốc, là cha của Pride và Tiara. Trong trò chơi, Albert thiệt mạng trong một vụ tai nạn xe ngựa khi mới 8 tuổi, và Pride không thể lường trước được tai nạn này. Trong truyện, Pride đã biết trước vụ tai nạn thông qua kí ức tiền kiếp nên kịp thời ngăn chặn nó.

### Hiệp sĩ đoàn
Roderick Beresford (ロデリック・ベレスフォード Roderikku Beresufōdo)
Lồng tiếng bởi: Yasumoto Hiroki
Là Hiệp sĩ đoàn trưởng, cha của Arthur, năng lực đặc biệt là "Vô hiệu hóa trảm kích". Nhở năng lực đặc biệt và những chiến tích, Roderick đã trở thành hiệp sĩ xuất sắc với biệt danh "Hiệp sĩ bất hoại". Ngay cả khi không dùng tới năng lực đặc biệt, Roderick có thể dùng sức mạnh thể lực và kiếm thuật của mình trong công việc.
Clark (クラーク Kurāku)
Lồng tiếng bởi: Seki Toshihiko
Phó đoàn trưởng của hiệp sĩ đoàn, bạn thân của Roderick. Một người có sức mạnh đặc biệt có thể đảo ngược sự bay hơi và hóa lỏng nước.

## Truyền thông

### Light novel
Được viết bởi Tenichi, bộ truyện bắt đầu được đăng nhiều kỳ trên trang web Shōsetsuka ni Narō từ ngày 19 tháng 4 năm 2018.. Bộ truyện sau đó đã được Ichijinsha xuất bản bộ truyện dưới dạng bản in với tranh minh họa của Suzunosuke vào tháng 6. Đến tháng 8 năm 2023, 7 tập được phát hành.
Vào tháng 6 năm 2021, Seven Seas Entertainment thông báo rằng họ đã cấp phép xuất bản tiếng Anh cho bộ truyện này.

#### Volume list
| # | Ngày phát hành Japanese | ISBN Japanese     |
| - | ----------------------- | ----------------- |
| 1 | 4/6/2019                | 978-4-75-809177-0 |
| 2 | 3/3/2020                | 978-4-75-809242-5 |
| 3 | 7/1/2021                | 978-4-75-809326-2 |
| 4 | 2/9/2021                | 978-4-75-809394-1 |
| 5 | 4/4/2022                | 978-4-75-809452-8 |
| 6 | 2/11/2022               | 978-4-75-809503-7 |
| 7 | 2/8/2023                | 978-4-75-809570-9 |

### Anime
Bản chuyển thể anime đã được công bố vào ngày 28 tháng 10 năm 2022. Nó được sản xuất bởi OLM với Nitta Norio làm đạo diễn, Akao Deko viết kịch bản , Kōno Hitomi thiết kế nhân vật và Nakamura Hanae, Saiki Tatsuhiko, Sakuma Kanade và Nakajima Junko soạn nhạc. Phim được công chiếu lần đầu vào ngày 7 tháng 7 năm 2023, trên Tokyo MX và các nền tảng khác. Bài hát mở đầu là "Kyūseishu" (救世主) của Tsukuyomi, trong khi bài hát kết thúc là "Pride" của ChoQMay. Sentai Filmworks đã cấp phép cho sê-ri và phát trực tuyến trên HIDIVE. Muse Communication cũng đã cấp phép cho loạt phim ở khu vực Châu Á-Thái Bình Dương.

### Danh sách tập phim
| TT. | Tiêu đề                                                                               | Đạo diễn         | Biên kịch          | Kịch bản                | Ngày phát hành gốc  |
| --- | ------------------------------------------------------------------------------------- | ---------------- | ------------------ | ----------------------- | ------------------- |
| 1   | Chuyển ngữ: "Wagamama Ōjo wa Me o Samasu" (tiếng Nhật: ～我儘王女は目を覚ます～)      | Shimura Jōji     | Akao Deko          | Nitta Norio             | 7 tháng 7 năm 2023  |
| 2   | Chuyển ngữ: "Gokuaku Ōjo wa Gitei ni Negau" (tiếng Nhật: ～極悪王女は義弟に願う～)    | Numayama Mayu    | Akao Deko          | Nitta Norio             | 14 tháng 7 năm 2023 |
| 3   | Chuyển ngữ: "Gedō Ōjo to Kishidan" (tiếng Nhật: ～外道王女と騎士団～)                 | Hirata Takahiro  | Akao Deko          | Nitta Norio             | 21 tháng 7 năm 2023 |
| 4   | Chuyển ngữ: "Saitei Ōjo to Chikai no Seinen" (tiếng Nhật: ～最低王女と誓いの青年～)   | Ishii Nozomi     | Akao Deko          | Akiyama Tomoko          | 28 tháng 7 năm 2023 |
| 5   | Chuyển ngữ: "Kokuaku Ōjo to Ken" (tiếng Nhật: ～酷悪王女と剣～)                       | Shimura Jōji     | Ifukube Takashi    | Nagashima Akiko         | 4 tháng 8 năm 2023  |
| 6   | Chuyển ngữ: "Jikochū Ōjo wa Sabaku" (tiếng Nhật: ～自己中王女は裁く～)                | Numayama Mayu    | Tsuchiya Michỉhio  | Taniguchi Kōsaku        | 11 tháng 8 năm 2023 |
| 7   | Chuyển ngữ: "Reikoku Ōjo to Yameru Hito" (tiếng Nhật: ～冷酷王女とヤメルヒト～)       | Morita Yūki      | Ifukube Takashi    | Nitta Norio             | 18 tháng 8 năm 2023 |
| 8   | Chuyển ngữ: "Burei Ōjo to Sabaki" (tiếng Nhật: ～無礼王女と裁き～)                    | Nishida Ken'ichi | Ifukube Takashi    | Akiyama Tomoko          | 25 tháng 8 năm 2023 |
| 9   | Chuyển ngữ: "Zankoku Ōjo to Zainin" (tiếng Nhật: ～残酷王女と罪人～)                  | Ishii Akira      | Akao Deko          | Nitta Norio Ishii Akira | 1 tháng 9 năm 2023  |
| 10  | Chuyển ngữ: "Hakujō Ōjo wa Sennyū Suru" (tiếng Nhật: ～薄情王女は潜入する～)          | Numayama Mayu    | Tsuchiya Michihiro | Nagashima Akiko         | 8 tháng 9 năm 2023  |
| 11  | Chuyển ngữ: "Sankoku Ōjo to Meirei" (tiếng Nhật: ～惨酷王女と命令～)                  | Ishii Nozomi     | Ifukube Takashi    | Akiyama Tomoko          | 15 tháng 9 năm 2023 |
| 12  | Chuyển ngữ: "Akugyaku Ōjo wa Mirai ni Mukau" (tiếng Nhật: ～悪虐王女は未来に向かう～) | Yamai Sayaka     | Akao Deko          | Nitta Norio             | 22 tháng 9 năm 2023 |

## Đón nhận
Vào năm 2021, bản chuyển thể manga đã được đề cử cho giải Tsugi ni kuru Manga Taishō ở hạng mục web.